# دیواره‌وز
دیواره‌وز (قرن ۴ طبرستان)، معروف به مسته‌مرد شاعر و ادیب نامدار مازندرانی و طبری‌زبان سدهٔ ۴ قمری است. وی با علی پیروجه در بغداد می‌زیستند و در دربار عضدالدوله دیلمی شعر می‌سرود. قابوس بن وشمگیر لقب مسته‌مرد را بر او نهاد.